# Bit Yakin
Bit Yakin fou un principat caldeu (arameu) a la part sud de Babilònia, just a la costa del golf Pèrsic. La seva situació és desconeguda, i generalment se'l situa a l'est d'Ur i a l'oest del llac Hor al-Hammar, a l'est de l'Eufrates fins a Elam, però alguns historiadors pensen que estava a l'oest de l'Eufrates i d'Ur. Ocupava almenys una part de l'antic País de la Mar.
La dinastia del país de la Mar va sorgir com a poder local a la meitat del segle xi aC i va prendre el poder a Babilònia vers 1024 aC. Va tenir tres reis
- Shimmashshiku (rei del País del Mar) 1024-1007 aC
- Eamukinshumi 1007-1006 aC
- Kashshunadin 1006-1003 aC

La crònica de Babilònia diu que "el cavaller Simbar-šihu, resident al País de la Mar, fill d'Eriba-Sin, un general de la dinastia de Damiq-ilišu (Isin) mort en combat, va governar 17 anys i fou enterrat al palau de Sargon; l'usurpador Ea-mukin-zeri, fill d'Hašmar, va governar tres mesos i fou enterrat a la llacuna de Bit-Hašmar. Kaššu-nadin-ahhe, fill de Sappaya, va governar tres anys i fou enterrat en un palau (nom no llegible). Entre els tres reus van governar 23 anys. Així sembla que un governador militar de la regió de la dinastia anteior va aprofitar un cert moment per agafar el poder. En el segon sobirà sobirà, Ea-mukin-zeri, potser caldria veure al primer caldeu que ocupa el poder; de les dades resulta ser un cap tribal dels Bit Hashmar que hauria agafat el govern per la força però no es va poder sostenir davant l'aristocacia sumèria. El 1003 la dinastia fou substituïda per la dinastia caldea de Bazu sota Eulmashakinshumi (1003-987 aC).
La dinastia de Bazi, que agafa el nom del pare dels tres reis, el qual al seu torn podria portar aquest nom del districte babiloni de Bazu (de situació desconeguda però esmentat en diverses inscripcions), va donar tres reis. La crònica diu: Eulmaš-šakin-šumi, fill de Bazi, va governar 14 anys i fou enterrat al palau de Kar-Marduk. Ninurta-kudurri-usur, fill de Bazi, va governar dos anys.
Širikti-Šuqamuna, també fill de Bazi, va governar tres anys i fou enterrat en un palau (nom no llegible). Els tres reis van governar 23 anys i 3 mesos.
- Eulmashakinshumi 1003-987 aC
- Ninurta-Kudurshusur 987-985 aC
- Shiriqtishuqamunu 985-984 aC

Sembla que aquesta dinastia caldea fou millor acceptada doncs a diferència de l'usurpador a la dinastia anterior, aquests reis són enterrats a palau. Haurien perdut el poder a Babilònia amb la invasió elamita, però l'haurien conservat al País de la Mar (o en tot cas el poder va passar a una altra dinastia caldea), però les notícies sobre aquest territori desapareixen i quan tornen al cap de més d'un segle, el país apareix efectivament regit per una dinastia caldea.
El rei de Babilònia Nabuapaliddin I (888-855 aC) va fer un tractat de pau amb Salmanassar III al començament del regnat d'aquest, però a la mort del rei babiloni vers el 855 aC el va succeir el seu fill Marduk-Zakirshum I (855-819 aC) contra el que es va revoltar el seu germà Marduk-bel-usate (Marduk-Belusati), que va dominar la part sud del regne on va tenir el suport del país de Kaldi (Caldea), i els seus guerrers. Per temor a aquests guerrers el rei Marduk-Zakirshum I va demanar ajut assiri. Els assiris van ser cridats el 853 aC i Salmanassar III va marxar a Babilònia el 852 aC i altre cop el 851 aC. El 851 aC el rei d'Assíria va passar per Kutha i va entrar a Babilònia on va fer sacrificis al gran deu Marduk; també va visitar Borsippa on va fer sacrificis a Nabu; després d'aquest sacrificis que en certa manera refermaven la seva alta sobirania sobre Babilònia, el rei va atacar el sud. Va conquerir diverses ciutats i va derrotar completament a Marduk-bel-usate a Miturnat a la vora del Tornadotus, i a la capital rebel, Gannanati; el príncep derrotat va poder fugir; fou perseguit i els assiris van ocupar Lakhiru al Zab Inferior, i finalment el van atrapar a Arman on fou derrotat decisivament i el van matar. Els assiris van seguir cap al sud i van conquerir Bakini i Inzudi al rei Adini de Dakur, que va acceptar pagar tribut. El rei Mushallimmarduk d'Amukkani va seguir el seu exemple. Encara un altre rei va pagar tribut, anomenat a les fonts assíries rei Yakin de la Mar, que no hi ha dubte que pertanyia a la tribu Yakin i formaven l'estat de Bit Yakin, tot i que més tard els sobirans de Bit Yakin negaran haver estat mai tributaris d'Assíria.
El 731 aC el rei assiri Teglatfalassar III va assetjar Sapia, capital de l'estat de Bit Amukkani; no la va poder conquerir aquest any i de moment es va acontentar a destruir la rodalia de la ciutat sense deixar ni un sol poble o llogaret. Altres prínceps caldeus (arameus) van començar a acostar-se al rei assiri: Balasu o Belesys, cap de la tribu Bit Dakkuri, va enviar or, plata i pedres precioses; el mateix va fer Nadin o Nadina de Larak. El principal cap dels caldeus era Merodach-baladan (Mardukaplaiddin), de la tribu Bit Yakin al País de la Mar, que mai havia estat sotmès a Assíria, però aquesta vegada es va presentar durant el setge de Sapia i va entregar tribut en or, pedres precioses, fustes escollides, vestits brodats i ramats, al rei assiri.
El 722 aC Sargon no va poder anar a Babilònia per agafar les mans de Marduk (cosa que el legalitzava cada any com a rei) i Merodac-Baladan o Mardukaplaiddin (Merodacbalandan o Merodac-baladan) de Bit Yakin al País de la Mar, va considerar arribat el moment de treure's de sobre la sobirania assíria i va ocupar Babilònia on es va proclamar rei el nou any del 721 aC amb el suport del rei d'Elam, Ummanigash (Khumbanikash). El 721 aC Sargon II va marxar contra Babilònia per Dur-Ilu i es va enfrontar a prop de Der amb un exèrcit del rei babiloni reforçat amb contingents elamites. Com sempre les cròniques assíries s'atribueixen la victòria en la batalla, però és ben clar que no fou així: d'una part ho diu la crònica babilònia que atribueix la victòria al rei elamita Khumbanigash; de l'altra Merodac-Baladan (Mardukaplaiddin II) va restar al poder i dominant bona part del regne fins al 710 aC; només el nord va restar en mans dels assiris i Merodac-Baladan tampoc va fer cap pas per arrabassar aquestes terres a Sargon.
El 710 aC els assiris van creuar l'Eufrates i van ocupar el petit estat arameu de Bit Dakkuri, i Merodac-Baladan no es va arriscar a una batalla i es va retirar cap a Yatburu al País de la Mar mentre demanava desesperadament ajuda al rei Shutruk-Nakhunta d'Elam al que va enviar regals que foren acceptats però no va enviar cap ajut; Merodac es va retirar més al sud cap a la seva fortalesa d'Iqbi-Bel on va passar l'hivern. Els babilonis van organitzar una processió religiosa que va anar a Dur-Ladinna per escortar al "salvador" del país; Sargon va entrar a l'antiga Babilònia i va recuperar de fet el títol de rei, comportant-se com a tal; va fer els corresponents sacrificis i, va ordenar restaurar el canal de Borsippa. L'any 709 aC Sargon II va iniciar la campanya contra Merodac-Baladan (Mardukapaliddin II) que en arribar la primavera havia abandonat Iqbi-Bel cap a la seva ciutat central de Bit-Yakin, on va utilitzar el temps en preparar extenses fortificacions mentre esperava l'atac de Sargon; va obrir un canal amb l'aigua de l'Eufrates i va omplir el territori damunt de la ciutat amb aigua trencant tots els ponts de manera que no es podia acostar ningú a la ciutat. Quan Sargon finalment va arribar va trobar la manera de vèncer aquesta dificultat però la inscripció no explica quina fou la manera. Una vegada superada l'aigua, la ciutat va caure aviat. Merodac-Baladan va quedar ferit en el primer atac, però va poder fugir cap a Elam; un exèrcit que arribava en el seu ajut des de Puqudu i un contingent de suteus foren derrotats i Bit-Yakin fou ocupada totalment, saquejada i finalment destruïda. A la ciutat va trobar a diversos terratinents i gent de riquesa que havien estat espoliats els quals foren reenviats a les seves llars i els foren restaurades les seves propietats; la classe sacerdotal va rebre també una recompensa per la seva part en l'èxit de Sargon: la restitució dels déus que Merodac-baladan s'havia emportat dels temples a Ur, Uruk, Eridu, Larsa, i altres llocs. Una part de la població de Bit-Yakin fou deportada aviat a Kummukh, de la qual al mateix temps van ser enviats captius per cobrir el seu lloc; el territori va esdevenir una província.
El 700 aC Babilònia sota Belibni estava revoltada; sembla que el rei babiloni va cedir a les pressions locals i va fer aliança amb l'antic rei Merodac-Baladan i amb els caldeus manats per Marduk-ushezib, acordant el repartiment del país si la revolta tenia èxit. Sennàquerib es va presentar al país i la rebel·lió es van enfonsar; l'exèrcit babiloni fou esmicolat i Belibni capturat i enviat a Assíria. Marduk-ushezib (Marduk Shuzub) fou derrotat prop de Bittutu i els assiris van entrar a Bit Yakin que van devastar; Merodac-baladan va embarcar amb la seva gent cap al golf Pèrsic i es va establir a la costa de l'est d'Elam a la zona de les llacunes de Nagiti (on va morir poc temps després) i Marduk-ushezib va fugir cap al sud i es va amagar a les maresmes. El territori de Bit Yakin fou assolat. A la tornada Sennàquerib va instal·lar com a rei de Babilònia al seu propi fill Ashur-Nadinshum (Asshur-nadin-shum).
El 691 aC molts babilonis eren contraris al domini assiri i Mushezib-Marduk van fer aliança amb caps caldeus i amb els elamites, al nou rei dels quals, Umman-minanu o Humbanumena III, van oferir els tresors de l'antic temple d'Esagila com a estímul perquè es posés al seu costat. Molts pobles de les províncies assíries de nova creació es van posar també contra els assiris (Parsua, Ellipi, Puqudu, Gambuli, i alguns estats caldeus entre els quals s'assenyala al príncep Samunu o Nabu Shuma Ishkun de Bit Yakuni (Bit Yakin), fill de Merodac-baladan), i les forces de la coalició van anar a Babilònia, situació descrita pels cronistes assiris: "eren como un gran eixam de llagostes; la pols produïda pels seus peus era com una turmenta en la qual l'amplada del cel es cobreix d'un gran nuvol". Les forces col·ligades i les assíries es van trobar a Khalule a la regió de Samarra. La crònica assíria (annals) descriu la batalla com una victòria: "Amb crits de sang i foc es llançaren un sobre l'altra i els enemics del gran rei va patir una tremenda carnisseria". Aquesta victòria no degué ser tan important, perquè després de la batalla Sennàquerib es va retirar a Assíria sense perseguir a les forces que suposadament havia derrotat ni va apartar l'usurpador del tron; si realment va obtenir la victòria seria a costa d'unes pèrdues que no podien ser compensades aquell mateix any.
Els caldeus es van revoltar el 681 aC al País de la Mar i Nabu-ziru-kinish-lishir, fill de Merodach-baladan, que havia recuperat el poder tradicional a Bit Yakin, es va estendre fins a Ur. Assarhaddon va enviar un exèrcit i el cap caldeu va fugir a Elam. Però ara al regne d'Elam hi havia un nou règim, encapçalat pel rei Humbanhaltash II (o Ummanaldash II 681-675 aC) que el va fer presoner i el va matar; el seu germà Naid Marduk va fugir a Assíria i va anar a retre homenatge a Assarhaddon que el va enviar a Bit Yakin per governar el país com a vassall d'Assíria.
El 653 aC va esclatar la guerra entre Assíria i Elam per la província assíria de Gambulu que el 664 aC havia donat suport als elamites i que Assurbanipal va decidir castigar. Alhora, Teumman d'Elam volia assentar el seu poder intern enfront dels prínceps exiliats i va fer una incursió al nord de Babilònia per forçar al rei Assurbanipal a entregar-li als refugiats (Teumman no era l'hereu legítim del tron elamita i molts notables del país es van passar a Assurbanipal inclòs el fill gran del rei anterior, Urtaku, de nom Humbannikash; Assurbanipal va refusar entregar aquests nobles a Teumman). Assurbanipal que estava celebrant un festival religiós a Assíria, no el va atacar directament, sinó que va enviar l'exèrcit a Dur-ilu, la fortalesa de la frontera d'Elam, tallant la retirada als elamites que van haver de tornar a la seva capital Susa a través d'un llarg camí per sota del riu Ulai o Ulaya (probablement el modern Karun o alternativament el Karkheh) i fou perseguit pels assiris que el van atrapar poc abans de Susa i el van derrotar a la proximitat del riu a Tulliz (moderna Tell Tuba). Poc després Teumman era capturat i executat i tots els districtes d'Elam es van rendir. El cap de Teumman fou portat a Nínive on va ser exposat al públic a la porta de la ciutat. Assurbanipal va establir com a rei vassall amb capital a Madaktu a Humbannikash II (653-652 aC), fill d'Urtaku, que s'havia refugiat a la seva cort; el seu germà Tammaritu fou nomenat rei vassall d'Hidali o Khidalu (Bebehan) i un tercer príncep, Attakhamitinshushinak (assiri Attameti) rei vassall a Susa. Durant la campanya, Gambulu i els gambulis van estar revoltats, sota la direcció de Dunanu (o Dunadu) i Sam'agunu, successors del seu pare Bel-igisha (Bel Bassa) que havia mort un temps abans, i que a diferència del seu pare no van ser fidels a l'aliança assíria, igual com va passar amb Nabu-naid i Bel-etri, fills de Nabu-shum-eresh. Els assiris es van dirigir a la capital de Gambulu, Shapi-Bel, que fou ocupada i destruïda. Els quatre caps gambulis foren enviats a Nínive carregats de cadenes. Nabulbel-shumate o Nabu-bel-shume, net de Merodac-Baladan, fou establert com a rei al País de la Mar (Bit Yakin)
Babilònia i Borsippa foren assetjades; després de dos anys de setges, el juny o juliol del 648 aC, Shamash-shum-ukin va morir en el seu palau en flames just hores abans de la rendició inevitable per la gana i les epidèmies. La ciutat no fou destruïda i es va instal·lar com a rei a Kandalanu, segurament fou poc més que un funcionari designat per realitzar les funcions religioses i protocol·làries. Per cobrir les morts produïdes es van enviar colons de Kutha i Sippar. Nippur fou exclòs del regne i erigida en la seu d'unaa guarnició assíria. Tot seguit les forces assíries van marxar contra els caldeus, arameus i el poble del País de la Mar, aliats del rei rebel; el seu territori fou assolat i es van nomenar governadors assirians encarregats de cobrar regularment el tribut. Mai aquestes terres havien estat tant subjectes a Assíria com en aquest moment.
El 648 aC el rei d'Assíria Assurbanipal va decidir castigar Elam pels seus antics coquetejos amb la revolta. El rei Indabigash no hi havia tingut part i havia mantingut la pau però ara havia estat enderrocat per Ummanaldash o Umahabua (Ummanigash), fill d'Attumetu o Amidirra, que havia pujat al tron. Probablement aquest Attumetu o Amidirra era el general que havia dirigit l'exèrcit elamita que havia enviat a Babilònia en el regnat de Humbannikash II i, per tant, s'hauria d'associar la revolució amb un canvi d'orientació del govern. Umahabua seria el cap dels partidaris de l'aliança babilònia que ara prenien la revenja. Però un fet al final del regnat d'Indabigash fa que es plantegin dubtes: el rei sempre pro-assirià va ofendre a Assurbanipal quan va donar asil a Nabu-bel-shume de Bit Yakin. Assurbanil havia enviat tropes al país de Bit Yakin durant la guerra, per prevenir una invasió elamita i llavors Nabu-bel-shume s'havia mostrat lleial a Assíria però per l'esquena estava amb la rebel·lió seguint la tradició familiar, sempre hostil al domini assiri; descoberta la seva participació en la rebel·lió, va haver de fugir a Elam. Assurbanipal va demanar a Indabigash la seva entrega que no li fou concedida el que va ocasionar la guerra. Abans d'iniciar-se Umahabua o Ummanaldash va pujar al tron, però si els assiris van tenir alguna participació en la revolució, el nou rei no els va complaure. Els soldats assiris van conquerir Bit-Imbi, una fortalesa a la frontera; el nou rei no podia deixar la seva capital, que era a Bupil, per una possible contrarevolució, però a mesura que els assirians van avançar va haver d'abandonar la ciutat i retirar-se a les muntanyes, a una ciutat anomenada Dur-Undasi o Dur Untash (moderna Choga Zambil), davant la qual corria el riu Ididi (probablement el modern riu Dezful/Ab-e Dez) que formava una defensa natural, i on es va fer fort. Assurbanipal va anar conquerint les ciutats elamites una per una i finalment van entrar a Madaktu, que ara era la principal ciutat del país, i totes les ciutats entre aquesta i el riu Ididi. Quan els invasors van arribar a aquest riu, l'aigua baixava abundant per recents pluges i la tropa es va mostrar contrària a provar de passar-lo, però un auguri favorable els va decidir i Dur-Undasi fou presa; Ummanaldash es va escapar cap a les muntanyes; tota la regió fou devastada. Susa, l'antiga capital, també fou ocupada i el seu palau va ser saquejat: or, plata, pedres precioses, materials de llana costosa, carros i carretes, cavalls i animals de diverses espècies fou portat com a botí a Nínive. El temple o temples de Susa foren també saquejats i a les estàtues dels déus se les van emportar amb els seus tresors; 32 estàtues dels reis en or, plata i coure foren enviades a Assíria; el mausoleu dels reis fou violat per vexar fins als ossos dels reis. Quan ja tot allò de valor s'havia portat fora del país, aquest fou cremat o arrasat sistemàticament. A la sortida dels assiris, Ummanaldash va tornar a Madaktu acompanyat de Nabu-bel-shume de Bit Yakin. Assurbanipal, al saber que els dos homes estaven junts, va enviar una ambaixada a demanar la rendició. Nabubel-shume es va fer matar pel seu escuder i Ummanaldash va enviar al rei assirià el cos del príncep mort i el cap de l'escuder que l'havia matat. Assurbanipal li va tallar el cap al cadàver i li va negar l'honor de ser enterrat.
L'hegemonia dels caldeus va passar llavors als Bit Dakkuri que el 626 aC van agafar el poder Babilònia.

## Reis
- Mardukapalidin (Merodacbaladan) vers 731-700 aC (+ vers 698)
- Ocupació assíria 700-691 aC
- Samunu o Nabu Shuma Ishkun o Nabu-ziru-kinish-lishir (fill de Merodacbaladan) 691-681
- Naid Marduk 681-653 (germà)
- Nabulbel-shumate o Nabu-bel-shume (net de Merodacbaladan) 653-649 (+648)